# Премия Гильдии киноактёров США за лучший актёрский состав в комедийном сериале
Премия Гильдии киноактёров США за лучший актёрский состав в комедийном сериале — награда Гильдии киноактёров США, присуждаемая ежегодно с 1995 года.

## Лауреаты и номинанты

### 1990-е
| Год                                | Русское название сериала   | Оригинальное название сериала | Члены актёрского состава |
| ---------------------------------- | -------------------------- | ----------------------------- | --- |
| 1994—1995 (1-я церемония вручения) | «Сайнфелд»                 | Seinfeld                      | Джейсон Александер, Джулия Луи-Дрейфус, Майкл Ричардс, Джерри Сайнфелд                                                                                            |
| 1994—1995 (1-я церемония вручения) | «Фрейзер»                  | Frasier                       | Пери Гилпин, Келси Грэммер, Джейн Ливз, Джон Махони, Дэвид Хайд Пирс                                                                                              |
| 1994—1995 (1-я церемония вручения) | «Без ума от тебя»          | Mad About You                 | Хелен Хант, Лейла Кензл, Ричард Кайнд, Джон Пэнкоу, Энн Рэмзи, Пол Райзер                                                                                         |
| 1994—1995 (1-я церемония вручения) | «Мерфи Браун»              | Murphy Brown                  | Кэндис Берген, Пэт Корли, Фейт Форд, Чарльз Кимбро, Роберт Пасторелли, Джо Регальбуто, Грант Шод                                                                  |
| 1994—1995 (1-я церемония вручения) | «Северная сторона»         | Northern Exposure             | Даррен Берроуз, Джон Корбетт, Барри Корбин, Джон Каллум, Синтия Гири, Элейн Майлз, Роб Морроу, Пег Филлипс, Тери Поло, Пол Провенза, Джанин Тёрнер                |
| 1995—1996 (2-я церемония вручения) | «Друзья»                   | Friends                       | Дженнифер Энистон, Кортни Кокс, Лиза Кудроу, Мэтт Леблан, Мэттью Перри, Дэвид Швиммер                                                                             |
| 1995—1996 (2-я церемония вручения) | «Сибилл»                   | Cybill                        | Кристин Барански, Диди Пфайффер, Алан Розенберг, Сибилл Шеперд, Алисия Уитт, Том Вопат                                                                            |
| 1995—1996 (2-я церемония вручения) | «Фрейзер»                  | Frasier                       | Дэн Батлер, Пери Гилпин, Келси Грэммер, Джейн Ливз, Джон Махони, Дэвид Хайд Пирс                                                                                  |
| 1995—1996 (2-я церемония вручения) | «Без ума от тебя»          | Mad About You                 | Хелен Хант, Лейла Кензл, Джон Пэнкоу, Энн Рэмзи, Пол Райзер |
| 1995—1996 (2-я церемония вручения) | «Сайнфелд»                 | Seinfeld                      | Джейсон Александер, Джулия Луи-Дрейфус, Майкл Ричардс, Джерри Сайнфелд                                                                                            |
| 1996—1997 (3-я церемония вручения) | «Сайнфелд»                 | Seinfeld                      | Джейсон Александер, Джулия Луи-Дрейфус, Майкл Ричардс, Джерри Сайнфелд                                                                                            |
| 1996—1997 (3-я церемония вручения) | «Третья планета от Солнца» | 3rd Rock from the Sun         | Джейн Куртин, Джозеф Гордон-Левитт, Кристен Джонстон, Джон Литгоу, Френч Стюарт                                                                                   |
| 1996—1997 (3-я церемония вручения) | «Фрейзер»                  | Frasier                       | Дэн Батлер, Пери Гилпин, Келси Грэммер, Джейн Ливз, Джон Махони, Дэвид Хайд Пирс                                                                                  |
| 1996—1997 (3-я церемония вручения) | «Без ума от тебя»          | Mad About You                 | Хелен Хант, Лейла Кензл, Джон Пэнкоу, Энн Рэмзи, Пол Райзер |
| 1996—1997 (3-я церемония вручения) | «Вспоминая радио WENN»     | Remember WENN                 | Том Беккетт, Джордж Холл, Маргарет Холл, Джон Бедфорд Ллойд, Мелинда Маллинз, Кристофер Мёрни, Аманда Нотон, Хью О’Горман, Кевин О’Рурк, Дина Спайби, Мэри Страут |
| 1997—1998 (4-я церемония вручения) | «Сайнфелд»                 | Seinfeld                      | Джейсон Александер, Джулия Луи-Дрейфус, Майкл Ричардс, Джерри Сайнфелд                                                                                            |
| 1997—1998 (4-я церемония вручения) | «Третья планета от Солнца» | 3rd Rock from the Sun         | Джейн Куртин, Джозеф Гордон-Левитт, Кристен Джонстон, Симби Хали, Уэйн Найт, Джон Литгоу, Френч Стюарт, Элмари Уэндел                                             |
| 1997—1998 (4-я церемония вручения) | «Элли Макбил»              | Ally McBeal                   | Гил Беллоуз, Лиза Николь Карсон, Калиста Флокхарт, Грег Джерманн, Джейн Краковски, Питер Макникол, Кортни Торн-Смит                                               |
| 1997—1998 (4-я церемония вручения) | «Фрейзер»                  | Frasier                       | Дэн Батлер, Пери Гилпин, Келси Грэммер, Джейн Ливз, Джон Махони, Дэвид Хайд Пирс                                                                                  |
| 1997—1998 (4-я церемония вручения) | «Друзья»                   | Friends                       | Дженнифер Энистон, Кортни Кокс, Лиза Кудроу, Мэтт Леблан, Мэттью Перри, Дэвид Швиммер                                                                             |
| 1998—1999 (5-я церемония вручения) | «Элли Макбил»              | Ally McBeal                   | Гил Беллоуз, Лиза Николь Карсон, Порша Де Росси, Калиста Флокхарт, Грег Джерманн, Джейн Краковски, Люси Лью, Питер Макникол, Вонда Шепард, Кортни Торн-Смит       |
| 1998—1999 (5-я церемония вручения) | «Третья планета от Солнца» | 3rd Rock from the Sun         | Джейн Куртин, Джозеф Гордон-Левитт, Кристен Джонстон, Симби Хали, Уэйн Найт, Джон Литгоу, Френч Стюарт, Элмари Уэндел                                             |
| 1998—1999 (5-я церемония вручения) | «Все любят Рэймонда»       | Everybody Loves Raymond       | Питер Бойл, Брэд Гарретт, Патриция Хитон, Дорис Робертс, Рэй Романо, Мэдилин Свитен                                                                               |
| 1998—1999 (5-я церемония вручения) | «Фрейзер»                  | Frasier                       | Дэн Батлер, Пери Гилпин, Келси Грэммер, Джейн Ливз, Джон Махони, Дэвид Хайд Пирс                                                                                  |
| 1998—1999 (5-я церемония вручения) | «Друзья»                   | Friends                       | Дженнифер Энистон, Кортни Кокс, Лиза Кудроу, Мэтт Леблан, Мэттью Перри, Дэвид Швиммер                                                                             |
| 1999—2000 (6-я церемония вручения) | «Фрейзер»                  | Frasier                       | Дэн Батлер, Пери Гилпин, Келси Грэммер, Джейн Ливз, Джон Махони, Дэвид Хайд Пирс                                                                                  |
| 1999—2000 (6-я церемония вручения) | «Элли Макбил»              | Ally McBeal                   | Гил Беллоуз, Лиза Николь Карсон, Порша Де Росси, Калиста Флокхарт, Грег Джерманн, Джейн Краковски, Люси Лью, Питер Макникол, Вонда Шепард, Кортни Торн-Смит       |
| 1999—2000 (6-я церемония вручения) | «Все любят Рэймонда»       | Everybody Loves Raymond       | Питер Бойл, Брэд Гарретт, Патриция Хитон, Дорис Робертс, Рэй Романо, Мэдилин Свитен                                                                               |
| 1999—2000 (6-я церемония вручения) | «Друзья»                   | Friends                       | Дженнифер Энистон, Кортни Кокс, Лиза Кудроу, Мэтт Леблан, Мэттью Перри, Дэвид Швиммер                                                                             |
| 1999—2000 (6-я церемония вручения) | «Ночь спорта»              | Sports Night                  | Джош Чарльз, Роберт Гийом, Фелисити Хаффман, Питер Краузе, Сабрина Ллойд, Джошуа Малина                                                                           |

### 2000-е
| Год                                 | Русское название сериала | Оригинальное название сериала | Члены актёрского состава |
| ----------------------------------- | ------------------------ | ----------------------------- | --- |
| 2000—2001 (7-я церемония вручения)  | «Уилл и Грейс»           | Will & Grace                  | Шон Хейс, Эрик Маккормак, Дебра Мессинг, Меган Маллалли |
| 2000—2001 (7-я церемония вручения)  | «Элли Макбил»            | Ally McBeal                   | Лиза Николь Карсон, Порша Де Росси, Роберт Дауни-младший, Калиста Флокхарт, Грег Джерманн, Джейн Краковски, Джеймс Легро, Люси Лью, Питер Макникол, Вонда Шепард |
| 2000—2001 (7-я церемония вручения)  | «Фрейзер»                | Frasier                       | Пери Гилпин, Келси Грэммер, Джейн Ливз, Джон Махони, Дэвид Хайд Пирс |
| 2000—2001 (7-я церемония вручения)  | «Друзья»                 | Friends                       | Дженнифер Энистон, Кортни Кокс, Лиза Кудроу, Мэтт Леблан, Мэттью Перри, Дэвид Швиммер |
| 2000—2001 (7-я церемония вручения)  | «Секс в большом городе»  | Sex and the City              | Ким Кэттролл, Кристин Дэвис, Синтия Никсон, Сара Джессика Паркер |
| 2001—2002 (8-я церемония вручения)  | «Секс в большом городе»  | Sex and the City              | Ким Кэттролл, Кристин Дэвис, Синтия Никсон, Сара Джессика Паркер |
| 2001—2002 (8-я церемония вручения)  | «Все любят Рэймонда»     | Everybody Loves Raymond       | Питер Бойл, Брэд Гарретт, Патриция Хитон, Дорис Робертс, Рэй Романо, Мэдилин Свитен |
| 2001—2002 (8-я церемония вручения)  | «Фрейзер»                | Frasier                       | Пери Гилпин, Келси Грэммер, Джейн Ливз, Джон Махони, Дэвид Хайд Пирс |
| 2001—2002 (8-я церемония вручения)  | «Друзья»                 | Friends                       | Дженнифер Энистон, Кортни Кокс, Лиза Кудроу, Мэтт Леблан, Мэттью Перри, Дэвид Швиммер |
| 2001—2002 (8-я церемония вручения)  | «Уилл и Грейс»           | Will & Grace                  | Шон Хейс, Эрик Маккормак, Дебра Мессинг, Шелли Моррисон, Меган Маллалли |
| 2002—2003 (9-я церемония вручения)  | «Все любят Рэймонда»     | Everybody Loves Raymond       | Питер Бойл, Брэд Гарретт, Патриция Хитон, Дорис Робертс, Рэй Романо, Мэдилин Свитен |
| 2002—2003 (9-я церемония вручения)  | «Фрейзер»                | Frasier                       | Пери Гилпин, Келси Грэммер, Джейн Ливз, Джон Махони, Дэвид Хайд Пирс |
| 2002—2003 (9-я церемония вручения)  | «Друзья»                 | Friends                       | Дженнифер Энистон, Кортни Кокс, Лиза Кудроу, Мэтт Леблан, Мэттью Перри, Дэвид Швиммер |
| 2002—2003 (9-я церемония вручения)  | «Секс в большом городе»  | Sex and the City              | Ким Кэттролл, Кристин Дэвис, Синтия Никсон, Сара Джессика Паркер |
| 2002—2003 (9-я церемония вручения)  | «Уилл и Грейс»           | Will & Grace                  | Шон Хейс, Эрик Маккормак, Дебра Мессинг, Шелли Моррисон, Меган Маллалли |
| 2003—2004 (10-я церемония вручения) | «Секс в большом городе»  | Sex and the City              | Ким Кэттролл, Кристин Дэвис, Синтия Никсон, Сара Джессика Паркер |
| 2003—2004 (10-я церемония вручения) | «Все любят Рэймонда»     | Everybody Loves Raymond       | Питер Бойл, Брэд Гарретт, Патриция Хитон, Дорис Робертс, Рэй Романо, Мэдилин Свитен |
| 2003—2004 (10-я церемония вручения) | «Фрейзер»                | Frasier                       | Пери Гилпин, Келси Грэммер, Джейн Ливз, Джон Махони, Дэвид Хайд Пирс |
| 2003—2004 (10-я церемония вручения) | «Друзья»                 | Friends                       | Дженнифер Энистон, Кортни Кокс, Лиза Кудроу, Мэтт Леблан, Мэттью Перри, Дэвид Швиммер |
| 2003—2004 (10-я церемония вручения) | «Уилл и Грейс»           | Will & Grace                  | Шон Хейс, Эрик Маккормак, Дебра Мессинг, Меган Маллалли |
| 2004—2005 (11-я церемония вручения) | «Отчаянные домохозяйки»  | Desperate Housewives          | Андреа Боуэн, Рикардо Антонио Чавира, Марсия Кросс, Стивен Калп, Джеймс Дентон, Тери Хэтчер, Фелисити Хаффман, Коди Кэш, Ева Лонгория, Джесси Меткалф, Марк Мозес, Николетт Шеридан, Бренда Стронг |
| 2004—2005 (11-я церемония вручения) | «Замедленное развитие»   | Arrested Development          | Уилл Арнетт, Джейсон Бейтман, Майкл Сера, Дэвид Кросс, Порша де Росси, Тони Хейл, Алия Шокат, Джеффри Тэмбор, Джессика Уолтер |
| 2004—2005 (11-я церемония вручения) | «Все любят Рэймонда»     | Everybody Loves Raymond       | Питер Бойл, Брэд Гарретт, Патриция Хитон, Моника Хоран, Дорис Робертс, Рэй Романо, Мэдилин Свитен |
| 2004—2005 (11-я церемония вручения) | «Секс в большом городе»  | Sex and the City              | Ким Кэттролл, Кристин Дэвис, Синтия Никсон, Сара Джессика Паркер |
| 2004—2005 (11-я церемония вручения) | «Уилл и Грейс»           | Will & Grace                  | Шон Хейс, Эрик Маккормак, Дебра Мессинг, Меган Маллалли |
| 2005—2006 (12-я церемония вручения) | «Отчаянные домохозяйки»  | Desperate Housewives          | Роджер Барт, Андреа Боуэн, Мехкад Брукс, Рикардо Антонио Чавира, Марсия Кросс, Стивен Калп, Джеймс Дентон, Тери Хэтчер, Фелисити Хаффман, Брент Кинсман, Шейн Кинсман, Коди Кэш, Ева Лонгория, Джесси Меткалф, Марк Мозес, Даг Сэвант, Николетт Шеридан, Бренда Стронг, Элфри Вудард |
| 2005—2006 (12-я церемония вручения) | «Замедленное развитие»   | Arrested Development          | Уилл Арнетт, Джейсон Бейтман, Майкл Сера, Дэвид Кросс, Порша де Росси, Тони Хейл, Алия Шокат, Джеффри Тэмбор, Джессика Уолтер |
| 2005—2006 (12-я церемония вручения) | «Юристы Бостона»         | Boston Legal                  | Рене Обержонуа, Райан Мишель Бат, Кэндис Берген, Джули Боуэн, Джастин Ментелл, Рона Митра, Моника Поттер, Уильям Шетнер, Джеймс Спейдер, Марк Вэлли |
| 2005—2006 (12-я церемония вручения) | «Умерь свой энтузиазм»   | Curb Your Enthusiasm          | Шелли Берман, Ларри Дэвид, Сьюзи Эссман, Джефф Гарлин, Шерил Хайнс, Ричард Льюис |
| 2005—2006 (12-я церемония вручения) | «Все любят Рэймонда»     | Everybody Loves Raymond       | Питер Бойл, Брэд Гарретт, Патриция Хитон, Моника Хоран, Дорис Робертс, Рэй Романо, Мэдилин Свитен |
| 2005—2006 (12-я церемония вручения) | «Меня зовут Эрл»         | My Name Is Earl               | Джейсон Ли, Джейми Прессли, Эдди Стиплз, Итан Сапли, Надин Веласкес |
| 2006—2007 (13-я церемония вручения) | Офис                     | The Office                    | Лесли Дэвид Бейкер, Брайан Баумгартнер, Стив Карелл, Дэвид Денман, Дженна Фишер, Кейт Флэннери, Мелора Хардин, Минди Калинг, Анджела Кинси, Джон Красински, Пол Либерштейн, Б. Дж. Новак, Оскар Нуньес, Филлис Смит, Рэйн Уилсон |
| 2006—2007 (13-я церемония вручения) | «Отчаянные домохозяйки»  | Desperate Housewives          | Андреа Боуэн, Мехкад Брукс, Рикардо Антонио Чавира, Марсия Кросс, Джеймс Дентон, Тери Хэтчер, Джош Хендерсон, Зейн Хьюэтт, Фелисити Хаффман, Кэтрин Джустен, Нашон Кирз, Брент Кинсман, Шейн Кинсман, Джой Лорен, Ева Лонгория, Кайл Маклахлен, Лори Меткалф, Шон Пайфром, Марк Мозес, Даг Сэвант, Дюгрей Скотт Николетт Шеридан, Бренда Стронг, Кирстен Уоррен, Элфри Вудард                            |
| 2006—2007 (13-я церемония вручения) | «Красавцы»               | Entourage                     | Кевин Коннолли, Кевин Диллон, Джерри Феррара, Эдриан Гренье, Рекс Ли Деби Мейзар, Джереми Пивен, Перри Ривз |
| 2006—2007 (13-я церемония вручения) | «Дурнушка»               | Ugly Betty                    | Алан Дэйл, Америка Феррера, Марк Инделикато, Эшли Дженсен, Эрик Мабиус, Беки Ньютон, Ана Ортис, Тони Плана, Кевин Зусман, Майкл Ури, Ванесса Уильямс |
| 2006—2007 (13-я церемония вручения) | «Дурман»                 | Weeds                         | Мартин Донован, Александр Гоулд, Джастин Кирк, Романи Малко, Кевин Нилон, Мэри-Луиз Паркер, Хантер Пэрриш, Тони Патано, Элизабет Перкинс, Энди Милдер |
| 2007—2008 (14-я церемония вручения) | Офис                     | The Office                    | Лесли Дэвид Бейкер, Брайан Баумгартнер, Стив Карелл, Дэвид Денман, Дженна Фишер, Кейт Флэннери, Мелора Хардин, Минди Калинг, Анджела Кинси, Джон Красински, Пол Либерштейн, Би Джей Новак, Оскар Нуньес, Филлис Смит, Рэйн Уилсон |
| 2007—2008 (14-я церемония вручения) | «Студия 30»              | 30 Rock                       | Скотт Эдсит, Алек Болдуин, Катрина Боуден, Тина Фей, Джуда Фридлендер, Джейн Краковски, Джек Макбрайер, Трейси Морган, Кит Пауэлл, Лонни Росс |
| 2007—2008 (14-я церемония вручения) | «Отчаянные домохозяйки»  | Desperate Housewives          | Андреа Боуэн, Рикардо Антонио Чавира, Марсия Кросс, Джеймс Дентон, Нейтан Филлион, Линдси Фонсека, Рэйчел Дж. Фокс, Тери Хэтчер, Зейн Хьюэтт, Фелисити Хаффман, Кэтрин Джустен, Брент Кинсман, Шейн Кинсман, Джой Лорен, Ева Лонгория, Кайл Маклахлен, Шон Пайфром, Даг Сэвант, Дюгрей Скотт, Николетт Шеридан, Джон Слэттери, Бренда Стронг                                                             |
| 2007—2008 (14-я церемония вручения) | «Красавцы»               | Entourage                     | Кевин Коннолли, Кевин Диллон, Джерри Феррара, Эдриан Гренье, Рекс Ли Деби Мейзар, Джереми Пивен, Перри Ривз |
| 2007—2008 (14-я церемония вручения) | «Дурнушка»               | Ugly Betty                    | Алан Дэйл, Америка Феррера, Марк Инделикато, Эшли Дженсен, Эрик Мабиус, Беки Ньютон, Ана Ортис, Тони Плана, Стелио Саванте, Кевин Зусман, Майкл Ури, Ванесса Уильямс |
| 2008—2009 (15-я церемония вручения) | «Студия 30»              | 30 Rock                       | Скотт Эдсит, Алек Болдуин, Катрина Боуден, Тина Фей, Джуда Фридлендер, Джейн Краковски, Джек Макбрайер, Трейси Морган, Кит Пауэлл, Лонни Росс |
| 2008—2009 (15-я церемония вручения) | «Отчаянные домохозяйки»  | Desperate Housewives          | Кендалл Эпплгейт, Андреа Боуэн, Чарли Карвер, Макс Карвер, Рикардо Антонио Чавира, Марсия Кросс, Дана Дилейни, Джеймс Дентон, Линдси Фонсека, Рэйчел Дж. Фокс, Тери Хэтчер, Зейн Хьюэтт, Фелисити Хаффман, Кэтрин Джустен, Брент Кинсман, Шейн Кинсман, Джой Лорен, Ева Лонгория, Кайл Маклахлен, Нил Макдонаф, Джошуа Логан Мур, Шон Пайфром, Даг Сэвант, Дюгрей Скотт, Николетт Шеридан, Бренда Стронг |
| 2008—2009 (15-я церемония вручения) | «Красавцы»               | Entourage                     | Кевин Коннолли, Кевин Диллон, Джерри Феррара, Эдриан Гренье, Рекс Ли Деби Мейзар, Джереми Пивен, Перри Ривз |
| 2008—2009 (15-я церемония вручения) | «Офис»                   | The Office                    | Лесли Дэвид Бейкер, Брайан Баумгартнер, Стив Карелл, Дэвид Денман, Дженна Фишер, Кейт Флэннери, Мелора Хардин, Минди Калинг, Анджела Кинси, Джон Красински, Пол Либерштейн, Би Джей Новак, Оскар Нуньес, Филлис Смит, Рэйн Уилсон |
| 2008—2009 (15-я церемония вручения) | «Дурман»                 | Weeds                         | Демиан Бичир, Джули Боуэн, Энрике Кастильо, Гильермо Диас, Александр Гоулд, Грант, Элли, Джастин Кирк, Хемки Мадера, Энди Милдер, Кевин Нилон, Мэри-Луиз Паркер, Хантер Пэрриш, Элизабет Перкинс, Джек Стелин |
| 2009—2010 (16-я церемония вручения) | «Хор»                    | Glee                          | Дианна Агрон, Крис Колфер, Патрик Галлахер, Джессалин Гилсиг, Джейн Линч, Джейма Мэйс, Кевин Макхейл, Лиа Мишель, Кори Монтейт, Хизер Моррис, Мэттью Моррисон, Эмбер Райли, Ная Ривера, Марк Саллинг, Гарри Шам-младший, Джош Зусман, Дижон Тальтон, Икбал Теба, Дженна Ашковиц |
| 2009—2010 (16-я церемония вручения) | «Студия 30»              | 30 Rock                       | Скотт Эдсит, Алек Болдуин, Катрина Боуден, Кевин Браун, Гризз Чепмен, Тина Фей, Джуда Фридлендер, Джейн Краковски, Джек Макбрайер, Трейси Морган, Молик Панчоли, Кит Пауэлл, Лонни Росс |
| 2009—2010 (16-я церемония вручения) | «Умерь свой энтузиазм»   | Curb Your Enthusiasm          | Ларри Дэвид, Сьюзи Эссман, Джефф Гарлин, Шерил Хайнс |
| 2009—2010 (16-я церемония вручения) | «Американская семейка»   | Modern Family                 | Джули Боуэн, Тай Баррелл, Джесси Тайлер Фергюсон, Нолан Гоулд, Сара Хайленд, Эд О’Нилл, Рико Родригес, Эрик Стоунстрит, София Вергара, Ариэль Уинтер |
| 2009—2010 (16-я церемония вручения) | «Офис»                   | The Office                    | Лесли Дэвид Бейкер, Брайан Баумгартнер, Крид Брэттон, Стив Карелл, Дэвид Денман, Дженна Фишер, Кейт Флэннери, Эд Хелмс, Минди Калинг, Элли Кемпер, Анджела Кинси, Джон Красински, Пол Либерштейн, Би Джей Новак, Оскар Нуньес, Крэйг Робинсон, Филлис Смит, Рэйн Уилсон |

### 2010-е
| Год                                 | Русское название сериала     | Оригинальное название сериала | Члены актёрского состава |
| ----------------------------------- | ---------------------------- | ----------------------------- | --- |
| 2010—2011 (17-я церемония вручения) | «Американская семейка»       | Modern Family                 | Джули Боуэн, Тай Баррелл, Джесси Тайлер Фергюсон, Нолан Гоулд, Сара Хайленд, Эд О’Нилл, Рико Родригес, Эрик Стоунстрит, София Вергара, Ариэль Уинтер |
| 2010—2011 (17-я церемония вручения) | «Студия 30»                  | 30 Rock                       | Скотт Эдсит, Алек Болдуин, Катрина Боуден, Кевин Браун, Гризз Чепмен, Тина Фей, Джуда Фридлендер, Джейн Краковски, Джон Лутц, Джек Макбрайер, Трейси Морган, Молик Панчоли, Кит Пауэлл |
| 2010—2011 (17-я церемония вручения) | «Хор»                        | Glee                          | Макс Адлер, Дианна Агрон, Крис Колфер, Джейн Линч, Джейма Мэйс, Кевин Макхейл, Лиа Мишель, Кори Монтейт, Хизер Моррис, Мэттью Моррисон, Майк О’Мэлли, Корд Оверстрит, Эмбер Райли, Ная Ривера, Марк Саллинг, Гарри Шам-младший, Икбал Теба, Дженна Ашковиц |
| 2010—2011 (17-я церемония вручения) | «Красотки в Кливленде»       | Hot in Cleveland              | Валери Бертинелли, Джейн Ливз, Уэнди Мэлик, Бетти Уайт |
| 2010—2011 (17-я церемония вручения) | «Офис»                       | The Office                    | Лесли Дэвид Бейкер, Брайан Баумгартнер, Крид Брэттон, Стив Карелл, Дженна Фишер, Кейт Флэннери, Эд Хелмс, Минди Калинг, Элли Кемпер, Анджела Кинси, Джон Красински, Пол Либерштейн, Би Джей Новак, Оскар Нуньес, Крэйг Робинсон, Филлис Смит, Рэйн Уилсон, Зак Вудс |
| 2011—2012 (18-я церемония вручения) | «Американская семейка»       | Modern Family                 | Обри Андерсон-Эммонс, Джули Боуэн, Тай Баррелл, Джесси Тайлер Фергюсон, Нолан Гоулд, Сара Хайленд, Эд О’Нилл, Рико Родригес, Эрик Стоунстрит, София Вергара, Ариэль Уинтер |
| 2011—2012 (18-я церемония вручения) | «Студия 30»                  | 30 Rock                       | Скотт Эдсит, Алек Болдуин, Катрина Боуден, Кевин Браун, Гризз Чепмен, Тина Фей, Джуда Фридлендер, Джейн Краковски, Джон Лутц, Джек Макбрайер, Трейси Морган, Молик Панчоли, Кит Пауэлл |
| 2011—2012 (18-я церемония вручения) | «Теория Большого взрыва»     | The Big Bang Theory           | Маим Бялик, Кейли Куоко, Джонни Галэки, Саймон Хелберг, Кунал Найяр, Джим Парсонс, Мелисса Рауш |
| 2011—2012 (18-я церемония вручения) | «Хор»                        | Glee                          | Дианна Агрон, Крис Колфер, Даррен Крисс, Эшли Финк, Джейн Линч, Джейма Мэйс, Кевин Макхейл, Лиа Мишель, Кори Монтейт, Хизер Моррис, Мэттью Моррисон, Майк О’Мэлли, Корд Оверстрит, Лорен Поттер, Эмбер Райли, Ная Ривера, Марк Саллинг, Гарри Шам-младший, Икбал Теба, Дженна Ашковиц |
| 2011—2012 (18-я церемония вручения) | «Офис»                       | The Office                    | Лесли Дэвид Бейкер, Брайан Баумгартнер, Крид Брэттон, Стив Карелл, Дженна Фишер, Кейт Флэннери, Эд Хелмс, Минди Калинг, Элли Кемпер, Анджела Кинси, Джон Красински, Пол Либерштейн, Би Джей Новак, Оскар Нуньес, Крэйг Робинсон, Филлис Смит, Джеймс Спейдер, Рэйн Уилсон, Зак Вудс |
| 2012—2013 (19-я церемония вручения) | «Американская семейка»       | Modern Family                 | Обри Андерсон-Эммонс, Джули Боуэн, Тай Баррелл, Джесси Тайлер Фергюсон, Нолан Гоулд, Сара Хайленд, Эд О’Нилл, Рико Родригес, Эрик Стоунстрит, София Вергара, Ариэль Уинтер |
| 2012—2013 (19-я церемония вручения) | «Студия 30»                  | 30 Rock                       | Скотт Эдсит, Алек Болдуин, Катрина Боуден, Кевин Браун, Гризз Чепмен, Тина Фей, Джуда Фридлендер, Джейн Краковски, Джон Лутц, Джеймс Марсден, Джек Макбрайер, Трейси Морган, Кит Пауэлл |
| 2012—2013 (19-я церемония вручения) | «Теория Большого взрыва»     | The Big Bang Theory           | Маим Бялик, Кейли Куоко, Джонни Галэки, Саймон Хелберг, Кунал Найяр, Джим Парсонс, Мелисса Рауш |
| 2012—2013 (19-я церемония вручения) | «Хор»                        | Glee                          | Дианна Агрон, Крис Колфер, Даррен Крисс, Эшли Финк, Джейн Линч, Джейма Мэйс, Кевин Макхейл, Лиа Мишель, Кори Монтейт, Хизер Моррис, Мэттью Моррисон, Майк О’Мэлли, Корд Оверстрит, Лорен Поттер, Эмбер Райли, Ная Ривера, Марк Саллинг, Гарри Шам-младший, Икбал Теба, Дженна Ашковиц |
| 2012—2013 (19-я церемония вручения) | «Сестра Джеки»               | Nurse Jackie                  | Маккензи Аладжем, Ив Бест, Джейк Каннавале, Бобби Каннавале, Питер Фачинелли, Эди Фалко, Доминик Фумуса, Арджун Гупта, Ленни Джейкобсон, Руби Джеринс, Пол Шульц, Анна Дивер Смит, Стивен Уоллем, Мерритт Уивер |
| 2012—2013 (19-я церемония вручения) | «Офис»                       | The Office                    | Лесли Дэвид Бейкер, Брайан Баумгартнер, Крид Брэттон, Кларк Дьюк, Дженна Фишер, Кейт Флэннери, Эд Хелмс, Минди Калинг, Элли Кемпер, Анджела Кинси, Джон Красински, Джейк Лэси, Пол Либерштейн, Би Джей Новак, Оскар Нуньес, Крэйг Робинсон, Филлис Смит, Кэтрин Тейт,Рэйн Уилсон |
| 2013—2014 (20-я церемония вручения) | «Американская семейка»       | Modern Family                 | Обри Андерсон-Эммонс, Джули Боуэн, Тай Баррелл, Джесси Тайлер Фергюсон, Нолан Гоулд, Сара Хайленд, Эд О’Нилл, Рико Родригес, Эрик Стоунстрит, София Вергара, Ариэль Уинтер |
| 2013—2014 (20-я церемония вручения) | «Студия 30»                  | 30 Rock                       | Скотт Эдсит, Алек Болдуин, Катрина Боуден, Кевин Браун, Гризз Чепмен, Тина Фей, Джуда Фридлендер, Джейн Краковски, Джон Лутц, Джеймс Марсден, Джек Макбрайер, Трейси Морган, Кит Пауэлл |
| 2013—2014 (20-я церемония вручения) | «Замедленное развитие»       | Arrested Development          | Уилл Арнетт, Джейсон Бейтман, Джон Бирд, Майкл Сера, Дэвид Кросс, Порша де Росси, Айла Фишер, Тони Хейл, Рон Ховард, Лайза Миннелли, Алия Шокат, Джеффри Тэмбор, Джессика Уолтер, Генри Уинклер |
| 2013—2014 (20-я церемония вручения) | «Теория Большого взрыва»     | The Big Bang Theory           | Маим Бялик, Кейли Куоко, Джонни Галэки, Саймон Хелберг, Кунал Найяр, Джим Парсонс, Мелисса Рауш |
| 2013—2014 (20-я церемония вручения) | «Вице-президент»             | Veep                          | Суфе Брэдшоу, Анна Кламски, Гэри Коул, Кевин Данн, Тони Хейл, Джулия Луи-Дрейфус, Рид Скотт, Тимоти Саймонс, Мэтт Уолш |
| 2014—2015 (21-я церемония вручения) | «Оранжевый — хит сезона»     | Orange Is the New Black       | Узо Адуба, Джейсон Биггс, Даниэль Брукс, Лаверна Кокс, Джеки Крус, Кэтрин Кёртин, Лиа Делария, Бет Фаулер, Иветт Фриман, Гермар Террелл Гарднер, Кимико Гленн, Энни Голден, Дайан Герреро, Майкл Харни, Вики Жеди, Джули Лейк, Лорен Лэпкус, Селенис Лейва, Наташа Лионн, Тэрин Мэннинг, Джоэл Марш Гарленд, Мэтт Макгорри, Эдриенн Мур, Кейт Малгрю, Эмма Майлз, Джессика Пиментел, Дэша Поланко, Алисия Рейнер, Лора Препон, Джудит Робертс, Элизабет Родригес, Барбара Розенблат, Ник Сэндоу, Эбигейл Сэвидж, Тейлор Шиллинг, Констанс Шульман, Дейл Соулс, Яэль Стоун, Лоррейн Туссен, Лин Туччи, Самира Уайли                                                |
| 2014—2015 (21-я церемония вручения) | «Теория Большого взрыва»     | The Big Bang Theory           | Маим Бялик, Кейли Куоко, Джонни Галэки, Саймон Хелберг, Кунал Найяр, Джим Парсонс, Мелисса Рауш |
| 2014—2015 (21-я церемония вручения) | «Американская семейка»       | Modern Family                 | Обри Андерсон-Эммонс, Джули Боуэн, Тай Баррелл, Джесси Тайлер Фергюсон, Нолан Гоулд, Сара Хайленд, Эд О’Нилл, Рико Родригес, Эрик Стоунстрит, София Вергара, Ариэль Уинтер |
| 2014—2015 (21-я церемония вручения) | «Бруклин 9-9»                | Brooklyn Nine-Nine            | Стефани Беатрис, Дирк Блокер, Андре Брауэр, Терри Крюс, Мелисса Фумеро, Джо Ло Трульо, Джоэл Маккиннон Миллер, Челси Перетти, Энди Сэмберг |
| 2014—2015 (21-я церемония вручения) | «Вице-президент»             | Veep                          | Суфе Брэдшоу, Анна Кламски, Гэри Коул, Кевин Данн, Тони Хейл, Джулия Луи-Дрейфус, Рид Скотт, Тимоти Саймонс, Мэтт Уолш |
| 2015—2016 (22-я церемония вручения) | «Оранжевый — хит сезона»     | Orange Is the New Black       | Узо Адуба, Майк Бирбилья, Марша Стефани Блейк, Даниэль Брукс, Лаверна Кокс, Джеки Крус, Кэтрин Кёртин, Лиа Делария, Бет Фаулер, Джоэл Марш Гарленд, Кимико Гленн, Энни Голден, Дайан Герреро, Майкл Харни, Вики Жеди, Селенис Лейва, Тэрин Мэннинг, Эдриенн Мур, Кейт Малгрю, Эмма Майлз, Мэтт Питерс, Лори Петти, Джессика Пиментел, Дэша Поланко, Лора Препон, Элизабет Родригес, Руби Роуз, Ник Сэндоу, Эбигейл Сэвидж, Тейлор Шиллинг, Констанс Шульман, Дейл Соулс, Яэль Стоун, Самира Уайли |
| 2015—2016 (22-я церемония вручения) | «Теория Большого взрыва»     | The Big Bang Theory           | Маим Бялик, Кейли Куоко, Джонни Галэки, Саймон Хелберг, Кунал Найяр, Джим Парсонс, Мелисса Рауш |
| 2015—2016 (22-я церемония вручения) | «Кей и Пил»                  | Key & Peele                   | Киган-Майкл Кей, Джордан Пил |
| 2015—2016 (22-я церемония вручения) | «Американская семейка»       | Modern Family                 | Обри Андерсон-Эммонс, Джули Боуэн, Тай Баррелл, Джесси Тайлер Фергюсон, Нолан Гоулд, Сара Хайленд, Эд О’Нилл, Рико Родригес, Эрик Стоунстрит, София Вергара, Ариэль Уинтер |
| 2015—2016 (22-я церемония вручения) | «Очевидное»                  | Transparent                   | Александра Биллингс, Кэрри Браунстин, Джей Дюпласс, Кэтрин Хан, Гэби Хоффманн, Черри Джонс, Эми Ландекер, Джудит Лайт, Хари Неф, Эмили Робинсон, Джеффри Тэмбор |
| 2015—2016 (22-я церемония вручения) | «Вице-президент»             | Veep                          | Дидрих Бадер, Суфе Брэдшоу, Анна Кламски, Гэри Коул, Кевин Данн, Клеа Дюваль, Нельсон Франклин, Хью Лори, Тони Хейл, Джулия Луи-Дрейфус, Фил Ривз, Сэм Ричардсон, Рид Скотт, Тимоти Саймонс, Сара Сазерленд, Мэтт Уолш |
| 2016—2017 (23-я церемония вручения) | «Оранжевый — хит сезона»     | Orange Is the New Black       | Узо Адуба, Алан Айзенберг, Даниэль Брукс, Блэр Браун, Джеки Крус, Лиа Делария, Бет Довер, Кимико Гленн, Энни Голден, Лаура Гомес, Дайан Герреро, Майкл Харни, Брэд Уильям Хэнке, Вики Жеди, Джули Лейк, Селенис Лейва, Наташа Лионн, Тэрин Мэннинг, Джеймс Макменамин, Эдриенн Мур, Кейт Малгрю, Эмма Майлз, Мэтт Питерс, Лори Петти, Джессика Пиментел, Дэша Поланко, Лора Препон, Джолин Парди, Элизабет Родригес, Ник Сэндоу, Эбигейл Сэвидж, Тейлор Шиллинг, Констанс Шульман, Дейл Соулс, Яэль Стоун, Эмили Тарвер, Майкл Торпей, Лин Туччи, Самира Уайли |
| 2016—2017 (23-я церемония вручения) | «Теория Большого взрыва»     | The Big Bang Theory           | Маим Бялик, Кейли Куоко, Джонни Галэки, Саймон Хелберг, Кунал Найяр, Джим Парсонс, Мелисса Рауш |
| 2016—2017 (23-я церемония вручения) | «Черноватый»                 | Black-ish                     | Энтони Андерсон, Майлз Браун, Деон Коул, Лоренс Фишберн, Дженифер Льюис, Питер Маккензи, Марсэй Мартин, Джефф Мичем, Трейси Эллис Росс, Маркус Скрибнер, Яра Шахиди |
| 2016—2017 (23-я церемония вручения) | «Американская семейка»       | Modern Family                 | Обри Андерсон-Эммонс, Джули Боуэн, Тай Баррелл, Джерри Феррара, Джесси Тайлер Фергюсон, Нолан Гоулд, Сара Хайленд, Джереми Магуайр, Эд О’Нилл, Рико Родригес, Эрик Стоунстрит, София Вергара, Ариэль Уинтер |
| 2016—2017 (23-я церемония вручения) | «Вице-президент»             | Veep                          | Дэн Баккедал, Суфе Брэдшоу, Анна Кламски, Гэри Коул, Кевин Данн, Клеа Дюваль, Нельсон Франклин, Хью Лори, Тони Хейл, Джулия Луи-Дрейфус, Сэм Ричардсон, Рид Скотт, Тимоти Саймонс, Джон Слэттери, Сара Сазерленд, Мэтт Уолш, Уэйн Уилдерсон |
| 2017—2018 (24-я церемония вручения) | «Вице-президент»             | Veep                          | Дэн Баккедал, Анна Кламски, Гэри Коул, Маргарет Колин, Кевин Данн, Клеа Дюваль, Нельсон Франклин, Тони Хейл, Джулия Луи-Дрейфус, Сэм Ричардсон, Пол Шир, Рид Скотт, Тимоти Саймонс, Сара Сазерленд, Мэтт Уолш |
| 2017—2018 (24-я церемония вручения) | «Черноватый»                 | Black-ish                     | Энтони Андерсон, Майлз Браун, Деон Коул, Лоренс Фишберн, Дженифер Льюис, Питер Маккензи, Марсэй Мартин, Джефф Мичем, Трейси Эллис Росс, Маркус Скрибнер, Яра Шахиди |
| 2017—2018 (24-я церемония вручения) | «Умерь свой энтузиазм»       | Curb Your Enthusiasm          | Тед Дэнсон, Ларри Дэвид, Сьюзи Эссман, Джефф Гарлин, Шерил Хайнс, Джей Би Смув |
| 2017—2018 (24-я церемония вручения) | «Блеск»                      | GLOW                          | Бритт Барон, Шакира Баррера, Элисон Бри, Кимми Гейтвуд, Бетти Гилпин, Ребекка Джонсон, Крис Лоуэлл, Сунита Мани, Марк Мэрон, Кейт Нэш, Сидель Ноэль, Марианна Палка, Гейл Ранкин, Башир Салахуддин, Рич Соммер, Киа Стивенс, Джеки Тон, Эллен Вонг, Бритни Янг |
| 2017—2018 (24-я церемония вручения) | «Оранжевый — хит сезона»     | Orange Is the New Black       | Узо Адуба, Эмили Альтхаус, Даниэль Брукс, Росаль Колон, Джеки Крус, Франческа Керран, Даниэлла де Хесус, Лиа Делария, Ник Дилленбург, Азия Кейт Диллон, Бет Довер, Кимико Гленн, Энни Голден, Лаура Гомес, Дайан Герреро, Эван Холл, Майкл Харни, Брэд Уильям Хэнке, Майк Хьюстон, Вики Жеди, Келли Карбач, Джули Лейк, Селенис Лейва, Наташа Лионн, Тэрин Мэннинг, Эдриенн Мур, Мириам Моралес, Кейт Малгрю, Эмма Майлз, Джон Палладино, Мэтт Питерс, Джессика Пиментел, Дэша Поланко, Лора Препон, Джолин Парди, Элизабет Родригес, Ник Сэндоу, Эбигейл Сэвидж, Тейлор Шиллинг, Констанс Шульман, Дейл Соулс, Яэль Стоун, Эмили Тарвер, Майкл Торпей, Лин Туччи |
| 2018—2019 (25-я церемония вручения) | «Удивительная миссис Мейзел» | The Marvelous Mrs. Maisel     | Кэролайн Аарон, Алекс Борштейн, Рэйчел Броснахэн, Марин Хинкль, Закари Ливай, Кевин Поллак, Тони Шалуб, Брайан Тарантина, Майкл Зеген |
| 2018—2019 (25-я церемония вручения) | «Атланта»                    | Atlanta                       | Крис Дэвис, Дональд Гловер, Лакит Стэнфилд, Брайан Тайри Генри |
| 2018—2019 (25-я церемония вручения) | «Барри»                      | Barry                         | Даррелл Бритт-Гибсон, Д’Арси Карден, Энди Кэри, Энтони Кэрриган, Райтор Дойл, Гленн Флешлер, Алехандро Ферт, Сара Голдберг, Билл Хейдер, Кирби Хауэлл-Баптист, Пола Ньюсом, Джон Пирруччелло, Стивен Рут, Генри Уинклер |
| 2018—2019 (25-я церемония вручения) | «Блеск»                      | GLOW                          | Бритт Барон, Шакира Баррера, Элисон Бри, Кимми Гейтвуд, Бетти Гилпин, Ребекка Джонсон, Крис Лоуэлл, Сунита Мани, Марк Мэрон, Кейт Нэш, Уайатт Нэш, Сидель Ноэль, Виктор Кинас, Гейл Ранкин, Башир Салахуддин, Киа Стивенс, Джеки Тон, Эллен Вонг, Бритни Янг |
| 2018—2019 (25-я церемония вручения) | «Метод Комински»             | The Kominsky Method           | Дженна Линг Адамс, Алан Аркин, Сара Бейкер, Кейси Томас Браун, Майкл Дуглас, Эшли Латроп, Эмили Осмент, Грэм Роджерс, Сьюзан Салливан, Мелисса Тан, Нэнси Трэвис |
| 2019—2020 (26-я церемония вручения) | «Удивительная миссис Мейзел» | The Marvelous Mrs. Maisel     | Кэролайн Аарон, Алекс Борштейн, Рэйчел Броснахэн, Марин Хинкль, Стефани Хсю, Джоэл Джонстон, Джейн Линч, Лерой Макклейн, Кевин Поллак, Тони Шалуб, Матильда Шидагис, Брайан Тарантина, Майкл Зеген |
| 2019—2020 (26-я церемония вручения) | «Барри»                      | Barry                         | Никита Боголюбов, Даррелл Бритт-Гибсон, Д’Арси Карден, Энди Кэри, Энтони Кэрриган, Трой Кайлак, Райтор Дойл, Патриша Фа’асуа, Алехандро Ферт, Сара Голдберг, Ник Грейсер, Билл Хейдер, Кирби Хауэлл-Баптист, Майкл Ирби, Джон Пирруччелло, Стивен Рут, Генри Уинклер |
| 2019—2020 (26-я церемония вручения) | «Дрянь»                      | Fleabag                       | Шан Клиффорд, Оливия Колман, Бретт Гелман, Билл Патерсон, Эндрю Скотт, Фиби Уоллер-Бридж |
| 2019—2020 (26-я церемония вручения) | «Метод Комински»             | The Kominsky Method           | Дженна Линг Адамс, Алан Аркин, Сара Бейкер, Кейси Томас Браун, Майкл Дуглас, Лиза Эдельштейн, Пол Райзер, Грэм Роджерс, Джейн Сеймур, Мелисса Тан, Нэнси Трэвис |
| 2019—2020 (26-я церемония вручения) | «Шиттс Крик»                 | Schitt's Creek                | Крис Эллиотт, Эмили Хэмпшир, Дэн Леви, Юджин Леви, Сара Леви, Дастин Миллиган, Энни Мерфи, Кэтрин О’Хара, Ноа Рид, Дженнифер Робертсон, Карен Робинсон |